# Politrifluoretileno
Politrifluoretileno é um polímero fluorado, com propriedades ferroelétricas.

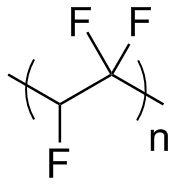
Estrutura do politrifluoretileno